# Wallace (Mondkrater)
Wallace ist ein Einschlagkrater auf der Mondvorderseite in der Ebene des Mare Imbrium.
Der Krater ist ein sogenannter Geisterkrater, d. h. sehr flach und weitgehend überflutet.
| Buchstabe | Position          | Durchmesser | Link |
| --------- | ----------------- | ----------- | ---- |
| A         | 19,17° N, 5,6° W  | 4 km        |      |
| C         | 17,64° N, 6,42° W | 5 km        |      |
| D         | 17,84° N, 5,72° W | 4 km        |      |
| H         | 21,28° N, 9,09° W | 2 km        |      |
| K         | 19,3° N, 6,8° W   | 2 km        |      |
| T         | 21,82° N, 5,17° W | 2 km        |      |

Der Krater wurde 1935 von der IAU nach dem britischen Naturhistoriker Alfred Russel Wallace offiziell benannt.